# 伍茲代爾 (堪薩斯州)
伍茲代爾（英語：Woodsdale）是位於美國堪薩斯州史蒂文斯縣的一個鬼鎮。

## 地理
伍茲代爾所處的海拔為高於海平面949米（即3113英呎），而該地所採用的時區為UTC-6，即北美中部時區（CST）。同時該地設有夏令時間，為UTC-6調快一小時，即UTC-5（CDT）。